# Lladurs
Lladurs là một đô thị trong tỉnh Lleida, cộng đồng tự trị Cataluña Tây Ban Nha. Đô thị Lladurs có diện tích là 128 ki-lô-mét vuông, dân số năm 2009 là 193 người với mật độ 1,51 người/km². Đô thị Lladurs có cự ly km so với tỉnh lỵ Lleida.